# 北伯克 (北達科他州)
北伯克（英語：North Burke）是位於美國北達科他州伯克縣的一個未組織地區。

## 地方資料
北伯克的面積為32.10平方千米，當中陸地面積為30.00平方千米，而水域面積為2.10平方千米。根據2010年美國人口普查的數據，當地共有人口3人，而人口密度為每平方千米0.09人。